# Distrikt Conayca
Der Distrikt Conayca liegt in der Provinz Huancavelica in der Region Huancavelica im Südwesten von Zentral-Peru. Der Distrikt wurde am 5. Januar 1923 gegründet. Er besitzt eine Fläche von 41,4 km². Beim Zensus 2017 wurden 898 Einwohner gezählt. Im Jahr 1993 lag die Einwohnerzahl bei 1476, im Jahr 2007 bei 1323. Sitz der Distriktverwaltung ist die 3682 m hoch gelegene Ortschaft Conayca mit 687 Einwohnern (Stand 2017). Conayca befindet sich 30 km nördlich der Provinz- und Regionshauptstadt Huancavelica.

## Geographische Lage
Der Distrikt Conayca liegt im ariden Andenhochland im Norden der Provinz Huancavelica. Der Río Alauma fließt entlang der südlichen und östlichen Distriktgrenze und entwässert das Areal zum weiter nördlich fließenden Río Mantaro.
Der Distrikt Conayca grenzt im Süden und im Südwesten an den Distrikt Laria, im äußersten Westen an den Distrikt Moya, im Nordwesten an den Distrikt Cuenca, im Nordosten an den Distrikt Izcuchaca sowie im Osten an den Distrikt Huando.

## Ortschaften
Im Distrikt gibt es neben dem Hauptort folgende größere Ortschaften:
- Huaytapampa
- Leoncio Prado
- Mariscal Cáceres